# Arteaga (football)
Pour les articles homonymes, voir Arteaga.
Arteaga, né le 1er juin 1969 à Cadix, est un footballeur espagnol qui évolue au poste de milieu de terrain de la fin des années 1980 à la fin des années 2000.
Après sa carrière de joueur, Arteaga entame une carrière d'entraîneur en 2011.

## Biographie
Né à Cadix en juin 1969, Arteaga est le fils de Manuel García Arteaga, ancien footballeur professionnel.  Il est formé au club de sa ville natale, le Cádiz CF. Passé professionnel en 1989, le milieu de terrain reste quatre ans dans le sud de l'Espagne puis signe à l'Espanyol de Barcelone en 1993.
Arteaga s'impose rapidement chez les Pericos et voit le club remporter la Segunda División en 1994. Arteaga est par la suite promu capitaine de l'équipe catalane. En 2000, il soulève la Coupe du Roi aux dépens de l'Atlético de Madrid (victoire 2-1). 
Prêté au Rayo Vallecano lors de la saison 2001-02, Arteaga quitte l'Espanyol en 2003 en ayant disputé plus de trois-cent matchs pour trente-six buts en l'espace d'une décennie. Il finit sa carrière au Chiclana CF, de 2003 à 2007.
Arteaga devient par la suite entraîneur, commençant comme assistant au CD Badajoz avant de prendre les rênes du club en 2012. Après quatorze matchs dirigés, dont huit défaites, il est démis de ses fonctions la même année.

## Statistiques
| Saison                | Club                  | Championnat           | Championnat | Championnat | Coupe(s) nationale(s) | Coupe(s) nationale(s) | Supercoupe | Supercoupe | Compétition(s) continentale(s) | Compétition(s) continentale(s) | Compétition(s) continentale(s) | Barrages | Barrages | Total | Total |
| Saison                | Club                  | Division              | M.          | B.          | M.                    | B.                    | M.         | B.         | Comp.                          | M.                             | B.                             | M.       | B.       | M.    | B.    |
| 1988-1989             | Cádiz CF              | Primera División      | 1           | 0           | -                     | -                     | -          | -          | -                              | -                              | -                              | -        | -        | 1     | 0     |
| 1989-1990             | Cádiz CF              | Primera División      | 5           | 0           | 3                     | 0                     | -          | -          | -                              | -                              | -                              | -        | -        | 8     | 0     |
| 1990-1991             | Cádiz CF              | Primera División      | -           | -           | -                     | -                     | -          | -          | -                              | -                              | -                              | -        | -        | 0     | 0     |
| 1991-1992             | Cádiz CF              | Primera División      | 30          | 3           | 2                     | 0                     | -          | -          | -                              | -                              | -                              | 2        | 0        | 34    | 3     |
| 1992-1993             | Cádiz CF              | Primera División      | 33          | 5           | 2                     | 0                     | -          | -          | -                              | -                              | -                              | -        | -        | 35    | 5     |
| 1993-1994             | Cádiz CF              | Segunda División      | 0           | 0           | 1                     | 0                     | -          | -          | -                              | -                              | -                              | -        | -        | 1     | 0     |
| Sous-total            | Sous-total            | Sous-total            | 69          | 8           | 8                     | 0                     | -          | -          | -                              | -                              | -                              | 2        | 0        | 79    | 8     |
| 1993-1994             | Espanyol de Barcelone | Segunda División      | 28          | 4           | -                     | -                     | -          | -          | -                              | -                              | -                              | -        | -        | 28    | 4     |
| 1994-1995             | Espanyol de Barcelone | Primera División      | 38          | 6           | 1                     | 0                     | -          | -          | -                              | -                              | -                              | -        | -        | 39    | 6     |
| 1995-1996             | Espanyol de Barcelone | Primera División      | 37          | 3           | 8                     | 1                     | -          | -          | -                              | -                              | -                              | -        | -        | 45    | 4     |
| 1996-1997             | Espanyol de Barcelone | Primera División      | 37          | 4           | 6                     | 2                     | -          | -          | C3                             | 4                              | 1                              | -        | -        | 47    | 7     |
| 1997-1998             | Espanyol de Barcelone | Primera División      | 34          | 4           | 2                     | 0                     | -          | -          | -                              | -                              | -                              | -        | -        | 36    | 4     |
| 1998-1999             | Espanyol de Barcelone | Primera División      | 28          | 2           | 4                     | 1                     | -          | -          | -                              | -                              | -                              | -        | -        | 32    | 3     |
| 1999-2000             | Espanyol de Barcelone | Primera División      | 37          | 4           | 9                     | 1                     | -          | -          | -                              | -                              | -                              | -        | -        | 46    | 5     |
| 2000-2001             | Espanyol de Barcelone | Primera División      | 25          | 3           | 2                     | 0                     | 2          | 0          | C3                             | 6                              | 0                              | -        | -        | 35    | 3     |
| 2002-2003             | Espanyol de Barcelone | Primera División      | 2           | 0           | -                     | -                     | -          | -          | -                              | -                              | -                              | -        | -        | 2     | 0     |
| Sous-total            | Sous-total            | Sous-total            | 266         | 30          | 32                    | 5                     | 2          | 0          | -                              | 10                             | 1                              | -        | -        | 310   | 36    |
| 2001-2002             | Rayo Vallecano (prêt) | Primera División      | 23          | 3           | 6                     | 0                     | -          | -          | -                              | -                              | -                              | -        | -        | 29    | 3     |
| Sous-total            | Sous-total            | Sous-total            | 23          | 3           | 6                     | 0                     | -          | -          | -                              | -                              | -                              | -        | -        | 29    | 3     |
| Total sur la carrière | Total sur la carrière | Total sur la carrière | 358         | 41          | 46                    | 5                     | 2          | 0          | -                              | 10                             | 1                              | 2        | 0        | 418   | 47    |

## Palmarès
Espanyol de Barcelone
- Segunda División
  - 1994

- Coupe du Roi
  - 2000